# Alle reden vom Wetter. Wir nicht.
Alle reden vom Wetter. Wir nicht. war der Titel einer im Herbst 1966 gestarteten, viel beachteten Werbekampagne der damaligen Deutschen Bundesbahn. Der Slogan, der zu den erfolgreichsten in der Geschichte der ehemaligen Bundesbahn zählt, hob die gegenüber anderen Verkehrsträgern vergleichsweise große Unabhängigkeit der Eisenbahn vom Wetter hervor. Ihre Idee und Wortwahl wurden mehrfach kopiert.
Die Kampagne wurde von der Werbeagentur McCann Erickson entwickelt und von Carolus Horn und Margot Müller gestaltet und getextet.
Die im Herbst 1966 gestartete Kampagne wurde in den folgenden Monaten von weiteren Motiven unter den Mottos „Unsere Loks gewöhnen sich das Rauchen ab“ (Sommer 1968, anlässlich der beginnenden Außerdienststellung der Dampfloks) sowie „Das Auto des Jahres“ (in Form einer Lokomotive) begleitet.

## Urheberschaft
In seiner Autobiografie schreibt der Filmemacher Edgar Reitz, dass er in einer Planungssitzung der Bahn spontan diesen Slogan erfunden, aber nie die Urheberschaft an diesem bekannten Werbespruch erhoben habe. Reitz war zu diesem Zeitpunkt beauftragt, Werbefilme für die Deutsche Bundesbahn herzustellen. Als spontaner Dank des begeisterten damaligen Bahndirektors habe er symbolisch während der Sitzung ein Zehn-Pfennig-Stück aus dessen Geldbörse erhalten. Später habe er Reitz bis zu seiner Pensionierung jährlich eine Netzfahrkarte erster Klasse geschickt.

## Motive

### Plakate

Bundesbahn-Logo

Das Plakat der Kampagne zeigte den über drei Zeilen gesetzten Satz „Alle reden vom Wetter“ in weißer Fettschrift und mittig eine Abbildung einer Elektrolokomotive der Baureihe E 10 in kobaltblau-elfenbeinfarbener Rheingold/Rheinpfeil-Lackierung samt zugehörigem Abteilwagen (nur angeschnitten) in einer Schneelandschaft, die von den (kleiner gesetzten) Worten „Wir nicht.“ unterschrieben wurde. Der Großteil des Plakats war auf schwarzem Hintergrund gesetzt, umgeben von einem dünnen weißen Rahmen. Unten links war, klein gesetzt, der Satz „Fahr lieber mit der Bundesbahn“ zu sehen, unten rechts das Logo der Bundesbahn.

### Fernsehwerbung
Die Kampagne wurde von verschiedenen schwarz-weißen Werbespots im Fernsehen begleitet. Die Kurzfilme zeigten verschiedene Einstellungen von witterungsbedingten Schwierigkeiten verschiedener anderer Verkehrsträger. Sie endeten stets mit (augenscheinlich ohne Schwierigkeiten) rollenden Eisenbahn-Fahrzeugen bei schlechtem Wetter. Dazu wurden die Worte „Alle reden vom Wetter. Wir nicht. Wir fahren immer.“ gesprochen, bevor abschließend das Bundesbahn-Logo mittig in Großformat eingeblendet wurde.

## Rezeption
Der Slogan der Kampagne wurde vielfach kopiert und variiert. Beispiele für seine Verwendung sind Kampagnen für Autos, Finanzanlagen oder Currywurstbuden. Eine ebenfalls große Beachtung erzielte 1968 die Modifikation des Bundesbahn-Motivs auf einem Wahlplakat des Sozialistischen Deutschen Studentenbundes an der Universität Stuttgart.

### Sozialistischer Deutscher Studentenbund
Auf durchweg rotem Grund waren im oberen Bereich in weißen, mittig auf drei Zeilen verteilten Buchstaben „Alle reden vom Wetter“ zu lesen. In der Mitte des Plakats waren die Köpfe von Karl Marx, Friedrich Engels und Lenin abgebildet. Das untere Drittel des Motivs wurde durch die zentriert gesetzten Worte „Wir nicht.“ gefüllt, die unterste Zeile nahm, zeilenfüllend, die Bezeichnung „SDS SOZIALISTISCHER DEUTSCHER STUDENTENBUND“ ein.
Das von Ulrich Bernhardt und Jürgen Holtfreter, zwei Studenten der Kunstakademie Stuttgart, im Januar 1968 gestaltete Motiv wurde in den späten 1960er Jahren von politischen Aktivisten der Studentenbewegung verwendet.
Das Plakat war ursprünglich für den Wahlkampf des SDS an der Universität Stuttgart entwickelt worden. Eher zufällig kamen die Stuttgarter Studenten auf den Slogan mit dem Wetter. Auf einem Tisch lagen damals drei ausgeschnittene Köpfe auf einem schwarzen Blatt mit dem besagten Bahn-Slogan. Inspiriert von diesem Motiv wurde das Plakat entwickelt. Es erschien in einer ersten Auflage von 60, dann 2000 Stück an der Universität Stuttgart. Nach einer Meldung der DPA berichteten Zeitungen im gesamten Bundesgebiet von dem Motiv. Es folgten mehrere Massenauflagen in Stückzahlen von über 50.000 Exemplaren. Von den Einnahmen finanzierte der Bundesvorstand des SDS unter anderem die rechtliche Vertretung in Prozessen um Landfriedensbruch nach Protestaktionen gegen die Notstandsgesetze.

### Automobilhersteller
Einige Jahre nach Veröffentlichung der DB-Kampagne reagierte Fiat zur Einführung seines Fiat Panda auf die Kampagne der Bundesbahn. Der Hersteller schaltete Anzeigen unter der Schlagzeile „Reden wir zur Abwechslung einmal vom Wetter.“ Das Motiv zeigte den mit Allradantrieb ausgerüsteten Pkw zwischen verschneiten Gleisen.
Die Bundesbahn reagierte mit Anzeigen, die Schnee, Eis, Matsch und Nebel zeigten, verbunden mit der Unterzeile „Was sagt die Bahn dazu? Sie schweigt und fährt.“
Der Autobauer Ford kam 1988 mit dem Slogan „Alle reden vom Mehrwert. Wir auch.“ auf den Markt.

### „Alle reden von Deutschland. Wir reden vom Wetter“ (Die Grünen 1990)
Die Grünen zogen mit dem Slogan „Alle reden von Deutschland. Wir reden vom Wetter“ in den Bundestagswahlkampf 1990. Der Slogan bezog sich darauf, dass die Wahl 1990 ganz im Zeichen der deutschen Wiedervereinigung stand. Die Grünen aber standen der Vereinigung kritisch gegenüber und wollten Themen wie den sauren Regen oder die Klimaerwärmung besprechen. Die Wähler hingegen interessierten sich stark für die Vereinigung und ihre Folgen.
Nachdem die Grünen 1983 erstmals und 1987 ein weiteres Mal in den Bundestag gelangt waren, scheiterten sie bei dieser Wahl an der Fünf-Prozent-Hürde. Nur das Bündnis 90 in den neuen Bundesländern, das sich später mit den Grünen aus dem Westen zum Bündnis 90/Die Grünen zusammenschloss und dem auch die Grüne Partei in der DDR angehörte, konnte wegen der für die neuen Länder getrennten Fünf-Prozent-Hürde in den Bundestag einziehen.
Bündnis 90 hatte den Wahlkampfslogan der westdeutschen Grünen nicht übernommen.

### Klaus Staeck
1981 brachte Klaus Staeck das Plakat heraus „Alle reden vom Frieden. Wir nicht.“ mit der Unterzeile „Zweckverband der Rüstungsindustrie.“
Gemeinsam mit Greenpeace entwarf Staeck 1990 ein Plakat mit dem Slogan: „Alle reden vom Klima. Wir ruinieren es:“ Unter dem Slogan waren Fotos der beiden Vorstandsvorsitzenden der Unternehmen Hoechst AG und Kali-Chemie abgebildet mit Angabe der Werkstelefonnummer. Staeck wollte, wie er in einem Interview 2013 erzählte, „eine Auseinandersetzung“ und bekam sie auch. Die Prozesse dauerten neun Jahre. Der eine endete vor dem Bundesverfassungsgericht, der andere vor dem Bundesgerichtshof. Staeck: „Beide Prozesse sind fast zur gleichen Zeit nach neun Jahren entschieden worden. Sie endeten mit einem Freispruch, weil wir uns nach Meinung der Gerichte im Rahmen der Meinungsfreiheit bewegt haben. Ein gutes Urteil, denn es zeigte: Wer derart zerstörerische Produkte herstellt, der muss sich auch scharfe Kritik gefallen lassen.“ Im Vorfeld der Bundestagswahl 2021 hängte Extinction Rebellion im Sommer 2021 in mehreren Städten in Nordrhein-Westfalen Plakate, die mit dem Logo und dem Design der Christlich Demokratischen Union Deutschlands gestaltet waren, mit dem Slogan und dem Untertitel „Wie? Indem wir seit Jahrzehnten Kohle- und Autolobby mit Milliarden subventionieren und die Verkehrswende aktiv blockieren.“ auf, um deren Klimapolitik zu kritisieren.

### Fridays for Future
Im Herbst 2019 zitiert die Künstlerin Anne-Christine Klarmann aus Tübingen den Slogan von 1966 und stellt ihn in einen neuen Zusammenhang: auf blauem Grund sind die Porträts von drei jungen Frauen zu sehen: Judith Ellens (Eaternity), Greta Thunberg (Fridays for Future) und Carola Rackete – alle bekannt durch ihr soziales und klimapolitisches Engagement. Die Kopfzeile lautet, wie im Original „Alle reden vom Wetter.“, unter dem Foto der drei Frauen steht dann „Wir auch.“

## Wirkung
Die Wirkung der Kampagne war ambivalent. Einerseits erreichte die Kampagne sehr schnell einen – teils bis heute anhaltenden – Bekanntheitsgrad. Andererseits wurde ihr sehr allgemein formuliertes Werbeversprechen oftmals gegen die Bahn gerichtet, sobald wetterbedingte Betriebsstörungen auftraten. Teilweise wurde der Spruch auch als angeberisch oder „protzig“ wahrgenommen.
Als am 18./19. Januar 2007 infolge des Orkans Kyrill der Zugverkehr bundesweit eingestellt wurde, griffen verschiedene Medien den 40 Jahre alten Slogan auf.